# Jean-Pierre Monnier
Jean-Pierre Monnier (* 20. Dezember 1921 in Saint-Imier, Kanton Bern; † 29. November 1997 in Epautheyres) war ein französischsprachiger Schweizer Schriftsteller.

## Leben
Jean-Pierre Monnier studierte Französische Literatur an der Universität Neuenburg. Er unterrichtete während rund 40 Jahren am Gymnasium in Neuenburg. Seine ersten drei Bücher wurden von einem Pariser Verlag, die späteren von Schweizer Verlagen publiziert. Seine Erzählung Erleichterung wurde 1983 von Marcel Schüpbach verfilmt.
Privat war er von 1961 bis 1973 mit der Schriftstellerin Monique Laederach, ab 1975 mit Françoise Quillet (ein Sohn) verheiratet.

## Auszeichnungen
- 1957: Prix Charles Veillon
- 1961 und 1980: Preise der Schweizerischen Schillerstiftung
- 1967: Preis des Institut neuchâtelois
- 1986: Prix Suisse-Canada

## Werke
- L’amour difficile, Paris 1953
- La Clarté de la nuit, Paris 1956
  - Die Helle der Nacht. Roman. Deutsch von Hans Rudolf Hilty. Huber, Frauenfeld 1967
  - Neuausgabe, durchgesehen von Virgilio Masciadri und mit einem Nachwort von Werner Bucher. Orte, Zelg-Wolfhalden 2004, ISBN 3-85830-124-8
- Les Algues du fond, Paris 1960
- La terre première, Neuenburg 1965
- L’âge ingrat du roman, Neuenburg 1967
  - Bekenntnis zum offenen Roman. Deutsch von Margrit Huber-Staffelbach. Huber, Frauenfeld 1970
- Littérature romande d’aujourd’hui, Zürich 1970; überarbeitet 1974
  - Westschweizer Literatur heute. Deutsch von Mina Trittler. Pro Helvetia, Zürich 1975
- L’arbre un jour, Lausanne 1971
  - Die Bäume zum Beispiel. Roman. Deutsch von Margrit Huber-Staffelbach. Huber, Frauenfeld 1971, ISBN 3-7193-0002-1
- L’allégement, Vevey 1975
  - Erleichterung. Erzählung. Deutsch von Marcel Schwander. Benziger/Ex Libris, Zürich 1986, ISBN 3-545-36401-1
- Écrire en Suisse romande entre le ciel et la nuit, Vevey 1979
- Ces vols qui n’ont pas fui, La Tour-de-Peilz 1986
- Pour mémoire, Yvonand 1992
- Œuvres I, II, III, Yvonand 1997
- La langue et le politique, Vevey 2001